# Miss Dánia
Miss Dánia a közkeletű megnevezése és megszólítása a nemzetközi szépségversenyeken részt vevő dán versenyzőknek. Ezek a versenyzők több, országos megrendezésű verseny győztesei vagy helyezettjei.

## Miss World-résztvevők
Dánia a kezdetektől, 1951 óta vesz rész a Miss World versenyeken, a legjobb eredménye egy-egy második helyezés volt 1957-ben és 1986-ban.
| Év   | Résztvevő neve      | Helyezés |
| ---- | ------------------- | -------- |
| 1951 | Lily Jacobson       | -        |
| 1952 | Lillian Christensen | -        |
| 1953 | Ingrid Andersen     | -        |

## Külső hivatkozások
- Miss World hivatalos honlap
- GlobalBeauties.com
- Pageantopolis.com
- CriticalBeauty.com

- A Miss Universe hivatalos honlapja